# Fernando Ortiz Cadena
Gral. Fernando Ortiz Cadena fue un militar que participó en la Revolución mexicana. Nació en San Andrés Tuxtla, Veracruz, el 2 de diciembre de 1898, hijo de Fernando Ortiz y Teresa Cadena. En 1914 se incorporó a las fuerzas constitucionalistas del coronel Constantino Gilbert. En 1920 se adhirió al movimiento de Agua Prieta, incorporándose a las fuerzas del general Arnulfo R. Gómez. En 1923 secundó la Rebelión delahuertista al lado del general Guadalupe Sánchez. En 1927 se adhirió a la sublevación encabezada por el general Gómez y en 1929 secundó, desde Orizaba, la insurrección encabezada por el general José Gonzalo Escobar. Alcanzó el grado de General. Posteriormente siendo Licenciado en Derecho, en donde ejerció principalmente el Derecho Penal, falleció en la Ciudad de México, D. F., el 12 de enero de 1970.